# Rue du Tourniquet-Saint-Jean
La rue du Tourniquet, également appelée rue du Tourniquet-Saint-Jean, est une ancienne voie de Paris qui était située dans l'ancien 9e arrondissement (actuel 4e arrondissement) et qui est supprimée lors de l'ouverture de la rue de Lobau en 1838.

## Origine du nom
Cette rue prit le nom de Tourniquet, en 1815, à cause d'un tourniquet qui était placé à l'angle de cette rue et de la rue du Martroi-Saint-Jean, jusqu'en 1823, pour empêcher le passage des voitures.

## Situation
Située dans l'ancien 9e arrondissement, quartier de l'Hôtel-de-Ville, la rue du Tourniquet-Saint-Jean commençait aux 3-24, rue du Martroi-Saint-Jean et  finissait aux 50-52, rue de la Tixéranderie.
La rue des Vieilles-Garnisons y accédait.
Les numéros de la rue étaient noirs. Il y avait un seul numéro impair, le no 1, et le dernier numéro pair était le no 4.

## Historique

### Du Moyen Âge au début duXIXesiècle
Initialement, elle portait le nom singulier de « rue du Pet-au-Diable », sans que l'on en connaisse exactement l'étymologie.
Sauval dit que ce nom lui a été donné en raison d'une tour carrée qui se nommait autrefois « la Synagogue », « le Martelet Saint-Jean », « le vieux temple et l'hôtel du Pet-au-Diable », par dérision pour les juifs qui y avaient une synagogue.
D'autres croient que cette tour et cette maison étaient possédées par un nommé Petau, surnommé le Diable à cause de sa méchanceté.
Elle est citée dans Le Dit des rues de Paris de Guillot de Paris sous le nom « ruele » dans les rimes plates :
En une ruele tournai

Qui de Saint-Jehan voie a porte…
Balzac la décrit sombre, sale et très étroite au début de Une double famille : « La rue du Tourniquet-Saint-Jean, naguère une des rues les plus tortueuses et les plus obscures du vieux quartier qui entoure l’Hôtel-de-Ville, serpentait le long des petits jardins de la Préfecture de Paris et venait aboutir dans la rue du Martroi, précisément à l’angle d’un vieux mur maintenant abattu. »
On la trouve aussi appelée « rue au Chevet-Saint-Jean » et « rue du Cloître-Saint-Jean » en raison qu'elle longeait le chevet de l'église Saint-Jean-en-Grève.
Elle est d'ailleurs citée sous le nom de « rue du Cloistre Saint Jehan » dans un manuscrit de 1636.
Une décision ministérielle du 28 brumaire an VI (18 novembre 1797), signée Letourneux, fixe la moindre largeur de cette voie publique à 6 mètres.
Elle prit ensuite, en 1807, le nom de « rue du Sanhédrin », parce que le Grand Sanhédrin convoqué par Napoléon Ier y tint ses séances dans une salle de l'hôtel de ville de Paris dont l'accès se faisait par cette rue.
Le 28 mars 1807, le ministre de l'Intérieur, Jean-Baptiste Nompère de Champagny, écrit à ce sujet au préfet de la Seine, Nicolas Frochot :

« Je vois avec plaisir qu'il se présente une occasion de changer le nom trivial et barbare de la rue du Pet-au-Diable, et j'applaudis à l'idée que vous avez eue de lui donner le nom de rue du Sanhédrin. Signé Champagny. »

En 1815, elle prit le nom de « rue du Tourniquet » car un tourniquet était placé à l'angle de cette rue et de la rue du Martroi-Saint-Jean pour empêcher le passage des voitures,.

### Suppression de la rue (années 1830)
En 1838, lors des travaux de restauration et d'agrandissement de l'hôtel de ville de Paris et la restructuration du quartier et des rues alentour, la rue Tourniquet-Saint-Jean est fusionnée dans une nouvelle voie.
Le ministre de l'Intérieur, Camille Bachasson, comte de Montalivet, fait rapport au roi le 14 décembre 1838 d'une demande du préfet de la Seine, Claude Philibert Barthelot de Rambuteau :
« Plusieurs des rues qui entourent l'hôtel de ville de Paris portent des noms bizarres et insignifiants, M. le préfet de la Seine pense qu'il conviendrait de profiter de la reconstruction de ce monument pour changer ces noms, et y substituer ceux d'hommes qui ont rendu d'éminents services à la ville de Paris, ou contribué à son embellissement. Parmi eux, on doit distinguer surtout l'illustre guerrier que la France vient de perdre, qui pendant huit ans a commandé la garde nationale de Paris avec tant de zèle et de succès, et dont le souvenir glorieux se liera désormais à l'histoire de cette ville.
Le préfet demande que le nom de Lobau soit donné à la rue bordant la façade orientale de l'hôtel de ville, et formée des trois rues actuellement dénommées Pernelle, de la Levrette et du Tourniquet. »
Le roi accepte le jour même que la nouvelle voie soit dénommée rue de Lobau.
Le 22 décembre 1838, le ministre de l'Intérieur écrit au préfet de la Seine pour l'en informer dans ces termes :

« Monsieur le préfet, vous avez proposé de profiter du moment où l'on s'occupe de restaurer et d'agrandir l'hôtel de ville, pour changer les noms bizarres et insignifiants que portent plusieurs des rues qui entourent ce monument et y substituer ceux d'hommes qui ont rendu d'éminents services à la ville, ou contribué à son embellissement, et parmi lesquels vous placez au premier rang l'illustré commandant de la Garde nationale, dont Paris et la France entière déplorent si vivement la perte. D'après le compte que j'en ai rendu au roi, sa majesté a décidé, le 14 de ce mois, que le nom de Lobau serait donné à la rue bordant la façade orientale de l'hôtel de ville, et formée des trois rues actuellement dénommées Pernelle, de la Levrette et du Tourniquet. »